# 파이팅, 나의 슈퍼스타
《파이팅, 나의 슈퍼스타》(중국어: 加油，你是最棒的, 병음: Jiā yóu, nǐ shì zuì bàng de 자유, 니스쭈이방더[*], 한자음: 가유, 니시최봉적, Mr.Fighting 미스터 파이팅[*])는 2019년 방송되었던 중국의 텔레비전 드라마이다.

## 소개
- 데뷔 10년 차, 한물간 연예인인 주인공이 자신의 출세를 도와주고 싶은 사람들을 만나면서 벌어지는 이야기를 다룬 드라마

## 등장 인물
- 덩룬 - 하오쩌위 역
- 마쓰춘 - 푸저쯔 역
- 한퉁성 - 푸팡수 역
- 우쥔메이 - 탕모 역
- 후커 - 쉬루징 역
- 예홍결(倪虹洁) - 유메이리 역
- 장원 (张雯) - 바이자오자오 역
- 주자치 (朱嘉琦) - 자오샤오베이 역